# (42747) Fuser
(42747) Fuser  es un asteroide perteneciente al cinturón de asteroides, descubierto el 21 de septiembre de 1998 por Vittorio Goretti desde el Observatorio de Pianoro, en Italia.

## Designación y nombre
Fuser se designó inicialmente como 1998 SU10.
Más adelante fue nombrado en honor al profesor de música italiano  Ireneo Fuser (n. 1902).

## Características orbitales
Fuser orbita a una distancia media del Sol de 3,1436 ua, pudiendo acercarse hasta 2,6918 ua y alejarse hasta 3,5955 ua. Tiene una excentricidad de 0,1437 y una inclinación orbital de 0,5504° grados. Emplea en completar una órbita alrededor del Sol 2035 días.

## Características físicas
Su magnitud absoluta es 13,7. Tiene 9,927 km de diámetro. Su albedo se estima en 0,065.